# Lusfisk
Lusfisk (Phtheirichthys lineatus) är en fiskart som först beskrevs av Menzies, 1791.  Lusfisk ingår i släktet Phtheirichthys och familjen Echeneidae. Inga underarter finns listade i Catalogue of Life.